# أولاد مراح (الغيات)
أولاد مراح هي إحدى مشيخات المملكة المغربية، تتبع جغرافيا لإقليم آسفي وإداريًا لالغيات. يقدر عدد سكانها بـ 3577 نسمة حسب الإحصاء الرسمي للسكان والسكنى لسنة 2004.